# NORAD
Il NORAD (acronimo in inglese di North American Aerospace Defense Command; in italiano: Comando di Difesa Aerospaziale del Nord-America) è una organizzazione congiunta del Canada e degli Stati Uniti, che fornisce un quadro di insieme sulla situazione (natura, posizione, direzione e velocità) di ogni oggetto volante nell'ambito aerospaziale del Nord America, coordinando la sorveglianza sul comportamento di ogni aeromobile che esca dai canoni (rotte, altezze, "corridoi di discesa" verso l'aeroporto, ecc.) stabiliti per l'aviazione commerciale, civile e militare. Inoltre organizza l'allerta e la reazione di intercettazione, identificazione ed eventuale abbattimento di ogni aereo o missile sconosciuto e/o potenzialmente ostile.

## Introduzione
Il NORAD coordina altri dati provenienti da tutto il globo terrestre, e può valutare la presenza e l'entità di una minaccia da parte di potenze straniere contro lo scenario nordamericano, orchestrando l'eventuale risposta dell'USAF e di altre forze militari e civili. Venne fondato il 12 maggio del 1958 sotto il nome North American Air Defense Command. Dal 1963, la principale struttura tecnica si trovava nella Cheyenne Mountain, quando nel 2006 fu spostata all'interno dalla Peterson Air Force Base, in Colorado.
Mentre i termini "NORAD" e "Cheyenne Mountain" erano spesso adoperati nell'uso comune per descrivere la struttura e l'organizzazione, NORAD è il nome dell'organizzazione di comando, mentre Cheyenne Mountain era il nome della base. La struttura viene ospitata dalla U.S. Space Force, sotto il comando del 721º Mission Support Group, parte del 21º Space Wing, con quartier generale nella Peterson Air Force Base.

## Organizzazione e leadership

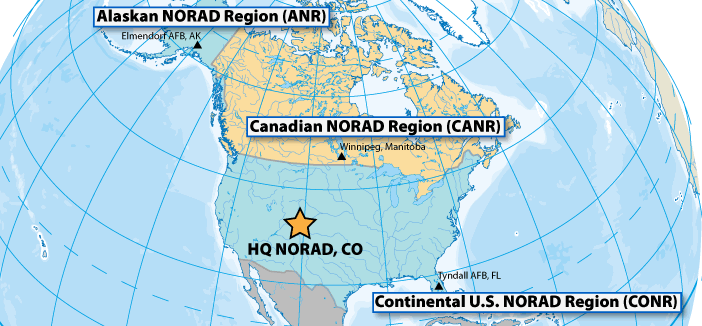
NORAD organisation.

Il NORAD consiste di due parti principali corrispondenti alla sua missione:
Allerta aerospaziale e determinazione integrata tattica del livello di allerta e dell'entità dell'attacco subito (integrated tactical warning and attack assessment: ITW/AA), che copre il monitoraggio di manufatti umani nello spazio, e la prima scoperta, conferma, ed allerta di un attacco contro il Nord America da parte di aeroplani, missili, o veicoli spaziali. Il controllo aerospaziale include il fornire sorveglianza congiunta dello spazio aereo sia canadese che statunitense.

### Comandante nominato congiuntamente da Canada ed USA
L'organizzazione è capeggiata da un generale nominato sia dal Presidente degli Stati Uniti d'America che dal Primo ministro del Canada. Il comandante è di base alla Peterson Air Force Base, nello stato del Colorado, ed in particolare dentro le gallerie e la caverna artificiale (con un enorme rifugio antiatomico in acciaio che poggia su ammortizzatori) del Cheyenne Mountain Operations Center, la stazione centrale di raccolta dei dati provenienti da vari tipi di sensori sparsi attorno al mondo.
Ci sono tre quartieri generali subordinati, localizzati nella Elmendorf AFB, Alaska (Quartier generale della Alaskan NORAD Region (ANR)), la base delle forze canadesi CFB Winnipeg, Manitoba (Quartier generale (HQ) duale della 1 Canadian Air Division (1CAD) e della regione canadese del NORAD (CANR)), e la Tyndall AFB, in Florida (Quartier generale della First Air Force, della regione Continental NORAD Region (CONR) e della difesa aerea del settore USA di sudest (SEADS)), che ricevono istruzioni dal Comandante Generale e coordinano le operazioni nei loro rispettivi settori.
L'attuale comandante del NORAD è il Generale Gregory M. Guillot, della US Air Force. Il comandante in seconda del NORAD è il Tenente Generale Blaise F. Frawley. Tradizionalmente l'ufficiale in comando del NORAD è statunitense ed il comandante in seconda canadese. Sia le forze canadesi che quelle americane hanno un comandante per i loro contingenti nella Cheyenne Mountain. Il NORAD e lo USNORTHCOM non hanno un comando diretto e mantengono legami con la National Security Agency, ma entrambe le organizzazioni coordinano l'addestramento e la pianificazione delle missioni USNORTHCOM.

## Storia

### Antecedenti e formazione
La crescente percezione della minaccia dei bombardieri strategici a lungo raggio sovietici, dotati di armi nucleari, portò Canada e USA a una stretta cooperazione per la difesa aerea. Nei primi anni 1950 le due nazioni concordarono per costruire una serie di stazioni radar attraverso il Nord America, per individuare un attacco sovietico proveniente dal Polo Nord. La prima serie di radar fu la Pinetree Line, completata nel 1954, composta da 33 stazioni dislocate attraverso il Canada Meridionale. Comunque, difetti tecnici nel sistema portarono alla costruzione di ulteriori reti radar. Nel 1957 venne completata la McGill Fence; consisteva di radar Doppler per l'individuazione di velivoli volanti a bassa quota. Questo sistema era collocato approssimativamente 480 km a nord della Pinetree Line, lungo il 55º parallelo nord. Il terzo sistema congiunto fu la DEW Line, anch'essa completata nel 1957. Si trattava di una serie di 57 stazioni poste lungo il 70º parallelo. Il sistema dava all'incirca tre ore di preavviso per un attacco con bombardieri, prima che questi potessero raggiungere un qualsiasi centro densamente popolato. Gli attacchi attraverso l'Oceano Pacifico o l'Atlantico sarebbero stati individuati da aerei AEW, navi della Marina, o da piattaforme radar offshore. Il comando e controllo di questo imponente sistema divenne quindi una sfida significativa.
Discussioni e studi sui sistemi congiunti andavano avanti fin dai primi anni 1950 e culminarono il 1º agosto 1957, con l'annuncio da parte dei due paesi dell'istituzione di un comando integrato, il North American Air Defense Command. Il 12 settembre le operazioni del NORAD cominciarono, nel Colorado. Un accordo formale tra i due governi per il NORAD venne firmato il 12 maggio 1958. Nei primi anni 1960 circa 250.000 persone erano coinvolte nelle operazioni del NORAD. In quegli anni, l'emergere della minaccia portata da ICBM e SLBM fu un duro colpo. In risposta, un sistema di sorveglianza spaziale e un sistema di allarme missilistico, vennero costruiti per fornire una individuazione, tracciamento e identificazione a livello globale. L'estensione della missione dei NORAD allo spazio portò a un cambio del nome che divenne: North American Aerospace Defense Command.
Anche se tutti gli equipaggiamenti nella Cheyenne Mountain vengono approvvigionati ed esercitati secondo rigorosi standard di qualità, almeno in due occasioni guasti ai sistemi computerizzati portarono il mondo sull'orlo di una terza guerra mondiale. Il 9 novembre 1979 il guasto a un apparato di comunicazione tra computer provocò la sporadica comparsa di messaggi di avvertimento in postazioni di comando dell'USAF dislocate in tutto il mondo, i quali avvisavano che era in corso un attacco nucleare. Un incidente simile avvenne il 2 giugno 1980, quando un tecnico del NORAD caricò un nastro di prova ma si dimenticò di mettere il sistema in stato di test, causando così un flusso costante di falsi allarmi che si diffusero a due bunker per la "continuità di governo" e a postazioni di comando in tutto il mondo.
Entrambe le volte, il PAF (Pacific Air Force), come previsto, alzò i propri aerei armati di bombe nucleari in volo. Il SAC invece no, e fu accusato di non aver seguito le procedure, anche se il comando del SAC sapeva che si trattava di ovvi falsi allarmi (e probabilmente lo sapeva anche il PAF). Entrambe le postazioni di comando avevano iniziato a ricevere e processare rapporti diretti provenienti da radar, satelliti e altri sistemi di individuazione di attacchi missilistici, e questi rapporti non somigliavano assolutamente ai dati erronei ricevuti dal NORAD.

### Cambio di missione
Dal 1963 l'aviazione militare venne ridotta, e parti dell'ormai obsoleto sistema di radar vennero smantellate. Comunque, venne aumentato lo sforzo per difendersi da un attacco con missili balistici intercontinentali; vennero costruiti due centri operativi sotterranei, il principale all'interno della Cheyenne Mountain, e uno alternativo a North Bay. Nei primi anni 1970, l'accettazione della distruzione mutua assicurata (MAD) portò ad un taglio nel bilancio per la difesa aerea e al riposizionamento della missione del NORAD nell'assicurare l'integrità dello spazio aereo in tempo di pace. Seguì una significativa riduzione nel sistema di difesa aerea fino agli anni 1980, quando successivamente al Joint US-Canada Air Defense Study (JUSCADS) del 1979, venne accettato il bisogno di una modernizzazione delle difese aeree—la DEW Line sarebbe stata rimpiazzata con una migliorata linea di radar artici chiamata North Warning System (NWS); ci sarebbe stato lo sviluppo di un radar Over-the-Horizon Backscatter (OTH-B); l'assegnazione di caccia più avanzati al NORAD, e un maggior uso degli aerei Airborne Warning and Control System (AWACS) delle basi di Tinker e Elmendorf. Queste raccomandazioni vennero accettate dal governo nel 1985. Lo United States Space Command venne formato nel settembre 1985 come parte aggiunta, ma non componente, del NORAD.
Alla fine della Guerra fredda il NORAD rivide la sua missione. Per evitare tagli dal 1989 le operazioni del NORAD si estesero alle operazioni antidroga—come il tracciamento di piccoli aeroplani. Ma le postazioni della DEW line vennero comunque rimpiazzate dai radar del North Warning System tra il 1986 e il 1995. Anche il sito di Cheyenne Mountain venne migliorato. Comunque nessuno dei radar OTH-B proposti è attualmente in funzionamento.
Dopo gli eventi dell'11 settembre 2001, la missione del NORAD si è evoluta per comprendere il monitoraggio di tutti gli aeromobili in volo all'interno dello spazio aereo statunitense. Il NORAD supervisiona l'Operazione Noble Eagle usando caccia Combat Air Patrol (CAP) sotto il comando della First Air Force e aerei Airborne Warning and Control System (AWACS) E-3 Sentry sotto il comando del 552º Air Control Wing.
Il 28 luglio 2006, funzionari militari annunciarono che le operazioni quotidiane del NORAD sarebbero state trasferite, per motivi di efficienza, in un normale edificio della Peterson Air Force Base della vicina Colorado Springs. La montagna verrà tenuta solo come sistema di riserva in "warm standby", anche se pienamente operativa e dotata di personale di supporto — un luogo di sicura ritirata in caso dovesse sorgerne il bisogno. Funzionari del NORAD hanno dichiarato che lo stesso lavoro di sorveglianza può continuare senza le misure di sicurezza che l'installazione di Cheyenne Mountain fornisce. Essi hanno enfatizzato di non essere più preoccupati per il blocco delle operazioni causato da un attacco nucleare intercontinentale.

## Comandanti del NORAD
- Gregory M. Guillot USAF (5 febbraio 2024 – oggi)
- Glen D. VanHerck, USAF (20 agosto 2020 – 5 febbraio 2024)
- Terrence J. O'Shaughnessy, USAF (24 maggio 2018 – 20 agosto 2020)
- Lori J. Robinson, USAF (13 maggio 2016 – 24 maggio 2018)
- William E. Gortney, USN (5 dicembre 2014 – 13 maggio 2016)
- Charles H. Jacoby Jr., U.S.Army (3 agosto 2011 – 5 dicembre 2014)
- James A. Winnefeld, Jr., USN (19 maggio 2010 – 3 agosto 2011)
- Victor E. Renuart Jr., USAF (23 marzo 2007 – 19 maggio 2010)
- Timothy J. Keating, USN (5 novembre 2004 – 23 marzo 2007)
- Ralph E. "Ed" Eberhart, USAF (22 febbraio 2000 – 5 novembre 2004)
- Richard Myers, USAF (14 agosto 1998 – 22 febbraio 2000)
- Howell M. Estes III, USAF (agosto 1996 – 14 agosto 1998)
- Joseph W. Ashy, USAF (settembre 1994 – agosto 1996)

## Il NORAD nella cultura di massa
- Il NORAD sale all'attenzione del pubblico americano a Natale, quando traccia Babbo Natale nel suo giro attorno al mondo per consegnare i regali ai bambini. Questa tradizione nacque nel 1955, quando un locale negozio della catena Sears stampò male un numero di telefono e molti bambini, pensando di chiamare Babbo Natale, chiamarono invece il NORAD. La "Christmas patrol" del NORAD venne citata nel libro Stuffed Animals di Michael Fry e T. Lewis.[3]
- Il NORAD viene citato nel romanzo di Tom Clancy Paura senza limite e nel film tratto da esso.
- Nel videogioco Command & Conquer: Red Alert 2 è presente un filmato di una chiamata del presidente USA al NORAD.
- Una versione futura del NORAD viene raffigurata nel videogioco The Journeyman Project. In una missione il giocatore deve raggiungere una base sottomarina del NORAD, nell'anno 2112, e fermare un attacco nucleare sul Gorbastan.
- La Cheyenne Mountain fu una delle ambientazioni del film del 1983 Wargames - Giochi di guerra, in cui Matthew Broderick recitava la parte di un adolescente che entrava nel computer principale del NORAD e per poco non dava il via ad una guerra nucleare (più precisamente indicata come "guerra termonucleare globale" nel film). Barry Corbin recitava la parte di un ufficiale comandante del NORAD, il Generale Jack Beringer.
- Anche se non viene mostrato il NORAD è menzionato nel film Terminator 2 - Il giorno del giudizio come locazione principale di Skynet, il supercomputer militare che scatena una guerra nucleare contro l'umanità. Compare anche in Terminator 3.
- La Cheyenne Mountain compare spesso nel telefilm Stargate SG-1, in quanto è la sede dello Stargate Command. Il NORAD viene menzionato occasionalmente per essere sopra lo Stargate, che si trova al sottolivello 28. In un episodio il telefono sicuro più vicino allo Stargate Command si trova al "livello principale del NORAD", che sarebbe il sottolivello 2.
- Oltre a venire distrutta nel film Independence Day (anche se non viene mostrato), la Cheyenne Mountain compare anche nel film Deep Impact, dove funge da rifugio finale dall'asteroide che colpisce la Terra alla fine del film. Ricompare anche in Independence Day - Rigenerazione.
- Nel romanzo La Luna è una severa maestra, di Robert A. Heinlein, la Cheyenne Mountain riceve un pesante bombardamento da parte dei ribelli lunari. Talmente duro che si svolge il seguente dialogo:
  - "Amico, credo che dovremmo smettere di colpire Cheyenne Mountain."
  - "Perché?"
  - "Non c'è più."
- Nel videogioco StarCraft, la nave ammiraglia della Confederazione Terran si chiama Norad II, mentre nel seguito, Star Craft: Brood War, l'ammiraglia del Dominion Terran si chiama Norad III.
- Il NORAD viene mostrato nel film United 93. La pellicola mostra gli attacchi terroristici dell'11 settembre 2001, in particolare riguardo al volo United Airlines 93 che si schianterà in un campo di Shanksville in Pennsylvania.
- Il NORAD viene mostrato anche nel videogioco The Terminator: Dawn of Fate negli ultimi livelli come la base operativa di Skynet, dove il giocatore dovrà entrare insieme ad altri soldati della resistenza in un massiccio attacco per distruggere la componente fisica del supercomputer nemico.
- Nel videogioco Metal Gear Solid: Peace Walker, Big Boss, dopo lo scontro con il Peace Walker, chiama il NORAD per convincerlo che il segnale proveniente da diverse bombe atomiche dirette verso gli Stati Uniti è falso. Infatti il Peace Walker, una volta distrutto è non più funzionante, continua a inviare segnali tali da far credere in un attacco atomico, così da costringere chi di competenza ad avviare una rappresaglia.
- Il NORAD è rievocato e violato nel film Die Hard 4 (2007 - Bruce Willis), luogo in cui risiedevano le informazioni finanziarie statunitensi.
- Nell'episodio 20 dell'ottava stagione della serie Supernatural, Charlie menziona il NORAD raccontando a Dean di averne hackerato il sistema durante la sua adolescenza.
- Il NORAD viene citato nel film Gravity (2013). Il NORAD è il primo a informare Houston che un satellite russo è andato distrutto in seguito alla collisione con un missile della stessa Russia.
- Il NORAD viene mostrato ma non nominato nel film Interstellar (2014). I protagonisti scoprono le sue coordinate grazie ad un'anomalia gravitazionale e raggiungono la base che viene utilizzata in segreto dalla NASA dopo la ''chiusura'' del programma spaziale a causa della piaga endemica. Viene mostrato il cartello NORAD posto sulla recinzione che Cooper cerca di forzare appena prima di esser scoperto da TARS.